# Inosaurus tedreftensis
Inosaurus tedreftensis è il nome dato ad alcuni resti fossili attribuiti a un dinosauro carnivoro appartenente ai teropodi. I resti sono stati ritrovati in Niger in terreni del Cretaceo (Berriasiano - Cenomaniano, 120 - 100 milioni di anni fa). L'identità dell'animale è dubbia.

## Scoperta e classificazione
I fossili di questo animale constano di venticinque piccole vertebre dalla struttura massiccia e di parte di una tibia, ritrovate in tre differenti località del Niger. Non vi è alcuna prova che questi resti appartengano al medesimo animale, ed è probabile che Inosaurus fosse a tutti gli effetti una chimera. Descritto per la prima volta da Lapparent nel 1960, Inosaurus è stato attribuito inizialmente ai celuridi, una famiglia di snelli carnivori bipedi attualmente considerata parafiletica (e quindi non valida in termini di classificazione). La struttura di alcune di queste vertebre, in realtà, fa pensare che fossero appartenute a un giovanissimo sauropode. Molti dei resti di Inosaurus sono stati ritrovati in strati del Berriasiano/Barremiano, mentre altri fossili provengono da terreni più recenti (Albiano/Cenomaniano). Altri frammenti ascritti a Inosaurus provengono dal Cenomaniano dell'Egitto.